# 나카데 히카리
나카데 히카리(일본어: 中出 ひかり, 1988년 12월 6일 ~ )는 일본의 은퇴한 여자 축구 선수이다.

## 국가대표팀 경력
2008년 FIFA U-20 여자 월드컵에 출전했다.
그녀는 2013년 9월 26일 나이지리아과의 경기에서 일본 국가대표팀에 데뷔했다.

## 통계
| 일본 | 일본 | 일본 |
| 연도 | 출전 | 득점 |
| ---- | ---- | ---- |
| 2013 | 1    | 0    |
| 통산 | 1    | 0    |